# Полет LZ - 013 на БГА „Балкан“
На 7 март 1983 г. е направен опит за отвличане на самолет на БГА „Балкан“ (полет LZ - 013), пътуващ по линията София – Варна.

## Самолет
Самолетът Антонов АН-24, LZ - AND е със сериен номер на производител 77303301, излетял за първи път през 1983 г.

## Инцидент
Четирима български младежи отвличат самолет АН-24 на БГА „Балкан“ малко след излитането му в 18:00 часа местно време за Варна. Искането им е самолетът да промени курса си и да отлети към Австрия. Това са Лъчезар Иванов (19 г.), Ивайло Владимиров (17 г.), Красен Гечев (22 г.) и Валентин Иванов. Проверката на летището е недостатъчна и успяват да се качат на борда с 4 джобни ножчета. Успяват да хванат като заложници стюардеса и двама пътници. Заплашват, че при неизпълнение на искането им ще счупят илюминатор, за да се разхерметизира самолетът и да загинат всички, и че имат четири бутилки запалителна течност. Един от пътниците, полковник, е изпратен в кабината на пилотите, за да съобщи искането за кацане във Виена. Това е невъзможно, защото самолетите зареждат определено количество гориво, което им е достатъчно, за да достигнат до крайната си цел, плюс малко резерв за леко отклонение. Предлага им се да кацнат в Истанбул, но това не се приема. Преговорите са неуспешни, ръката на стюардесата е порязана близо до китката. От пилотската кабина успяват да ги излъжат, че ще летят до Виена, но всъщност продължават полета към Варна. Тъй като навън се стъмва, а никой от похитителите не отива в кабината, заблудата е успешна.
За да се печели време и да се изразходи горивото, самолетът кръжи над Варна. Местните власти нареждат спирането на електричеството в целия град, за да не могат похитителите да разпознаят Черноморието. Когато кацат ги чакат стюардеса и служител, говорещи отлично немски, преоблечени в инпровизирани униформи. Похитителите имат нужда от преводач, за да преговарят, но един от тях забелязва, че маскираният полицай е с българско кожено яке. Това ги кара да изпаднат в паника, същевременно четирима командоси влизат в самолета през вратата на багажното отделение и успяват да обезоръжат и арестуват трима от похитителите. Четвъртият, Валентин Иванов, се е заключил в тоалетната на самолета, заплашвайки, че ще убие стюардесата. Тогава успяват да влязат още двама командоси и спасяват стюардесата, но стрелят по Валентин Иванов, който става единствената жертва на инцидента. Заложничката е с рана на врата, но лека. Един от пътниците, скочил да помага на командосите, е сметнат от тях за похитител и е наранен.

## Развръзка
Операцията е отчетена от тогавашните власти като успешна. Следва дело, като процесът е кратък, тъй като през 1983 година властите са били безкомпромисни към подобен род действие, които били масово явление в Европа и най-вече Близкия Изток.
Председател на съдебния състав е Димитър Попов. Лъчезар Иванов е осъден на 10 години затвор, Красен Генчев – на 9, а Ивайло Владимиров – на 7, но по-късно, като на непълнолетен, наказанието му е намалено на 5 години.
България остава единствената държава, спряла тока на цял град, за да спаси човешки живот.